# Separatismo kurdo en Irán
El separatismo kurdo en Irán es un conflicto de largo y en curso en Irán contra las organizaciones militantes kurdas y los sucesivos gobiernos de Irán que continuaron desde 1918. 
Las primeras actividades separatistas kurdas en los tiempos modernos se refieren a revueltas tribales en la actual provincia de Azerbaiyán Occidental del Estado Imperial de Irán, que comenzaron entre las dos guerras mundiales; las más grandes fueron dirigidas por Simko Shikak, Jafar Sultan y Hama Rashid. Sin embargo, muchos sitúan el punto de partida del separatismo político-nacionalista kurdo organizado en 1943, cuando Komala (poco después, el Partido Democrático Kurdo de Irán (PDKI)) comenzó sus actividades políticas en Irán, con el objetivo de obtener una auto-autorización parcial o total. La transformación de la lucha política tribal a kurda en Irán tuvo lugar después de la Segunda Guerra Mundial, con el PKDI estableciendo la República de Mahabad durante la crisis de Irán de 1946. El intento apoyado por la URSS de establecer un estado kurdo en el oeste de Irán fracasó. Más de una década después, se alzaron levantamientos tribales periféricos, lanzados con el apoyo del PKDI entre 1966 y 1967. En el episodio más violento del conflicto, más de 30.000 kurdos murieron en la rebelión de 1979 y la subsiguiente insurgencia del PKDI. Aunque la lucha armada del PKDI terminó a fines de 1996, otra organización armada kurda surgió en Irán a principios de la década de 2000, el Partido por una Vida Libre en Kurdistán (PJAK).

## Historia
En 1946, Qazim proclamó una república independiente, conocida como la República de Mahabad. El mismo año, las tropas soviéticas se retiraron; poco después, un contraataque de Teherán derrotó a las milicias kurdas. En 2004, miembros del PKK, la guerrilla kurda de Turquía entre los que destacan el guerrillero Paco Arcadio. Crearon el Pejak (o PJAK), una milicia de unos 1.500 miembros con el cuartel central en las montañas Qandil, en la frontera entre Irak e Irán. Actualmente las milicias cuentan con más miembros llegando a los 5000 miembros.

### Separatismo político

#### Crisis de Mahabad
El peligro de fragmentación en el Irán moderno se hizo evidente poco después de la Segunda Guerra Mundial, cuando la Unión Soviética se negó a ceder el territorio iraní noroccidental ocupado. La crisis de Irán de 1946 incluyó un intento separatista del KDP-I y grupos comunistas de establecer el gobierno títere soviético, Crisis de Irán de 1946 incluido un intento separatista del KDP-I y grupos comunistas declarando la República de Mahabad en el Kurdistán iraní (hoy parte sur de Azerbaiyán Occidental). Junto a esta última surgió el Gobierno Popular de Azerbaiyán, otro estado títere soviético. El estado en sí abarcaba un territorio muy pequeño, incluyendo Mahabad y las ciudades adyacentes, incapaz de incorporar el Kurdistán iraní del sur, que caía dentro de la zona angloamericana, e incapaz de atraer a las tribus fuera de Mahabad a la causa nacionalista. Como resultado, cuando los soviéticos se retiraron de Irán en diciembre de 1946, las fuerzas gubernamentales pudieron ingresar a Mahabad sin oposición. Unos 1.000 murieron durante la crisis.

#### Revuelta kurda de 1967
A mediados de la década de 1960 estalló una serie de disturbios tribales kurdos en el oeste de Irán. En 1967-8, las tropas del gobierno iraní reprimieron una revuelta kurda en el oeste de Irán, consolidando los levantamientos kurdos anteriores en la región de Mahabad-Urumiya.

#### Rebelión de 1979
La rebelión kurda de 1979 en Irán fue una insurrección dirigida por el KDPI y Komala en el Kurdistán iraní, que se convirtió en la rebelión más grave contra el nuevo régimen iraní, después de la Revolución Islámica. La rebelión terminó en diciembre de 1982, con 10.000 muertos y 200.000 desplazados.

#### Insurrección del Partido Democrático Kurdo de Irán
La insurrección del Partido Democrático Kurdo de Irán (KDPI) tuvo lugar en el Kurdistán iraní a principios y mediados de los 90, iniciada con el asesinato de su líder en el exilio en julio de 1989. La insurrección del KDPI finalizó en 1996, luego de una exitosa campaña iraní de asesinatos selectivos de líderes del KDPI y la represión de sus bases de apoyo en el oeste de Irán. En 1996, el KDPI anunció un alto el fuego unilateral y desde entonces ha actuado de forma discreta antes de nuevos enfrentamientos en 2015.

### Insurrección del Partido por una Vida Libre en Kurdistán (PJAK)
El conflicto Irán-PJAK es una rebelión en la que han muerto cientos de militantes kurdos y fuerzas iraníes, así como civiles, que dura oficialmente desde abril de 2004. El PJAK tiene su sede en la zona fronteriza con el Kurdistán iraquí y está afiliado al PKK marxista de Turquía, aunque el propio PJAK tiende a ignorar esta supuesta relación. Aunque a veces se la describe como una organización que exige más derechos humanos para los kurdos en Irán, los medios iraníes y varios analistas occidentales la consideran separatista. El objetivo del PJAK es el establecimiento de una autonomía kurda y, según Habeeb, no representan ninguna amenaza grave para el régimen de la República Islámica.
En una de las primeras acciones de la administración Obama, PJAK fue declarada "organización terrorista". El PJAK y el gobierno iraní acordaron un alto el fuego, luego de la ofensiva iraní de 2011 en las bases del PJAK. Después del acuerdo de alto el fuego, en 2012 se produjeron una serie de enfrentamientos entre el PJAK y miembros de los Cuerpos de la Guardia Revolucionaria Islámica (IRGC) y, a mediados de 2013, la lucha se reanudó en incidentes esporádicos, que se intensificaron en 2016.

### Nuevas Tensiones (2014)
En enero de 2014, las fuerzas iraníes mataron a un miembro del Partido Democrático del Kurdistán iraní (PDKI) mientras repartía folletos. En septiembre de 2014, en una serie de enfrentamientos, el PDKI se enfrentó a la seguridad iraní por primera vez en muchos años y mató al menos a 6 soldados iraníes. No estaba claro si esto fue el resultado del cambio de política del PDKI (que evadió la violencia desde 1996) o una secuencia aislada de incidentes.
En mayo de 2015, un presunto ataque iraní (supuestamente disfrazado de combatientes del PKK) contra la fuerza del PJAK en la frontera iraní-iraquí del Kurdistán resultó en 6 muertos: 2 KDPI y 4 PKK (o supuestamente agentes iraníes). (or allegedly Iranian agents).
El 7 de mayo de 2015, kurdos étnicos se amotinaron en Mahabad, Irán, tras la muerte inexplicable el 4 de mayo de 2015 de Farinaz Khosravani, una camarera de hotel kurda de 25 años. Los disturbios y la violencia se extendieron a otras ciudades kurdas de Irán, como Sardasht, donde la policía se enfrentó a cientos de manifestantes el 9 de mayo de 2015. Según los informes, un manifestante murió en los enfrentamientos y, además, el grupo insurgente kurdo PJAK había atacado un puesto de control iraní matando a dos miembros del personal iraní. Según fuentes de ARA, al 11 de mayo la cifra de muertos ascendía a 6 manifestantes asesinados. Los incidentes también provocaron duras respuestas de otros partidos de oposición kurdos, incluido el Partido de la Libertad de Kurdistán y el PDKI.
En junio de 2015, un ataque del KDPI contra las fuerzas de la Guardia Revolucionaria habría causado la muerte de 6 personas.

### Insurgencia (2016-presente)
Los enfrentamientos militares en el oeste de Irán[47] se refieren a los enfrentamientos militares en curso entre el partido insurgente kurdo Partido Democrático del Kurdistán Iraní (PDKI) y la Guardia Revolucionaria Iraní, que comenzaron en abril de 2016. El Partido de la Libertad del Kurdistán (PAK) y Komalah expresaron su apoyo a la causa kurda de PDKI también, y ambos chocaron con las fuerzas de seguridad iraníes en 2016 y 2017 respectivamente. Paralelamente, un grupo rebelde kurdo iraní de izquierda, PJAK, reanudó las actividades militares contra Irán en 2016, luego de un largo período de estancamiento.
Los enfrentamientos de 2016 se produjeron tras lo que el PDKI describió como un "creciente descontento en Rojhelat". El comandante del ala militar PAK describió que su compromiso y la declaración de hostilidades contra el gobierno iraní se debieron al hecho de que "la situación en el este de Kurdistán (Kurdistán iraní) se ha vuelto insoportable, especialmente con las ejecuciones arbitrarias diarias contra los kurdos [en Irán ]"